# Pikaia gracilens
Pikaia gracilens este un animal dispărut cunoscut din șisturile de la Burgess, din Columbia Britanică, din Cambrianul mijlociu. Șaisprezece specimene de Pikaia gracilens sunt cunoscute, și se estimează că reprezentau 0,03% din populație.. Seamănă cu un Amphioxus (care este un animal extant, adică un animal care încă n-a dispărut) și înota, probabil, ca un țipar.

## Descoperire
Pikaia gracilens a fost găsită de Charles Walcott și descrisă de el în 1911. A fost numită după Vârful Pika, un munte din provincia Alberta din Canada. Bazându-se pe segmentația regulată a corpului, l-a clasificat, în mod eronat, ca un vierme polichet.

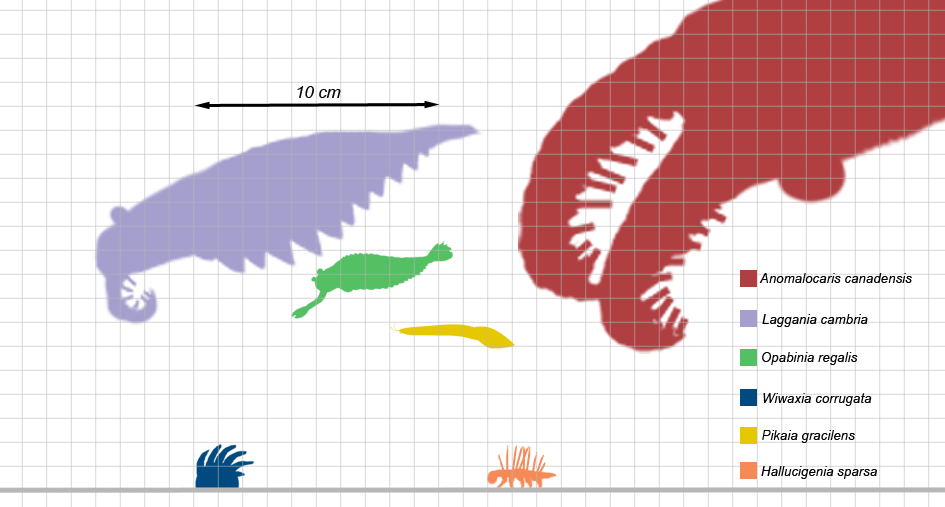
Diagramă la scară a unor animale din șisturile de la Burgess, cu Pikaia gracilens în galben

În timpul reexaminării sale a faunei din șisturile de la Burgess, paleontologul Simon Conway Morris a plasat Pikaia gracilens în încrengătura Chordata, deoarece părea să aibă un notocord foarte primitiv; totuși, nu toți savanții sunt de-acord cu poziția Pikaiei în Chordata, deoarece pare să fi avut o cuticulă, însușire necaracteristică vertebratelor (dar comună cefalocordatelor). De asemenea, tentaculele sale nu sunt întâlnite la alte vertebrate. Dar prezența unor cordate mai vechi printre fosilele de la Chengijang, cum sunt Haikouichthys sau Myllokunmingia, arată că nu este neapărat necesară cuticula pentru conservare, întrecând acest argument. Dar prezența tentaculelor rămâne intrigantă, iar animalul nu poate fi plasat altundeva decât în Cephalocordata. Anatomia se aseamănă strâns cu cea a genului modern Branchiostoma.

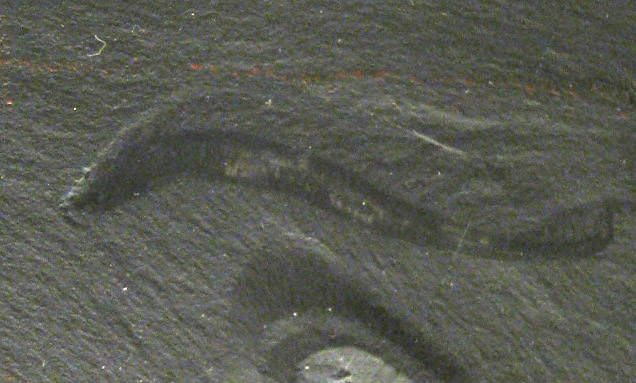
Specimen fosil expus la Muzeul Smithsonian în Washington, D.C.

Pikaia gracilens avea aproximativ 3,8 cm în lungime. Înota deasupra fundului mării undulându-și corpul și mișcându-și aripioara de la coadă. Este posibil să fi filtrat particule de hrană în timp ce se mișca. Tentaculele sale sunt comparabile cu cele ale peștilor mucoși, niște chordate extante foarte primitive. Până acum s-au găsit doar 60 de specimene.

## Descriere
Pikaia gracilens era o creatură primitivă fără un cap bine definit. Avea, de obicei, mai puțin de 5 cm. Este apropiată de strămoșul tuturor vertebratelor, motiv pentru care primește mai multă atenție decât celelalte fosile cambriene, altfel ignorate.
Până recent, nu exista un studiu complet despre anatomia Pikaiei. Totuși, Conway Morris și Caron (2012, vezi secțiunea „Cărți și articole”) au publicat o descriere cât se poate de completă a anatomiei sale, bazându-se pe toate cele 114 specimene fosile. Au găsit caracteristici noi și interesante și le-au considerat a fi însușiri primitive ale primelor cordate.឵ Bazându-se pe aceste descoperiri, au construit un scenariu nou pentru evoluția cordatelor. Ulterior, Mallatt și Holland (2013, vezi secțiunea „Cărți și articole”) au rezumat întreaga istorie a studiilor despre Pikaia, au inclus acolo și observațiile lui Conway Morris și lui Caron și au tras concluzia că multe din caracteristicile descoperite de ei nu ajută la clasificarea Pikaiei ca o cordată bazală.
Când trăia, Pikaia era un animal comprimat, similar cu o frunză de salcie. Înota prin unduirea corpului, la fel ca un țipar. Spre deosebire de țipari, este probabil că Pikaia gracilens era un înotător încet. Avea o pereche de tentacule mari pe cap și o serie de prelungiri, care erau, probabil, branhii. În aceste însușiri, diferă de cefalocordatele actuale.
Acest animal arată caracterele incipiente ale vertebratelor. Corpul aplatizat este divizat în perechi de miomeri, vizibili ca linii verticale subțiri. Mușchii din miomeri stau pe o parte și de alta a unei structuri flexibile, ca o sfoară, care începe la cap și se termină în vârful cozii.

## Este sau nu este strămoșul cordatelor?
Există multe dezbateri pe acest subiect în comunitatea științifică. Arată ca un vierme care a fost aplatizat pe stânga și dreapta, această înfățișare nesugerând o cordată. Fosilele din șisturile de la Burgess arată caracteristici ale cordatelor, cum ar fi notocordul sau o coardă dorsală de nervi — toate esențiale în evoluția cordatelor.
Notocordul lungește și rigidizează corpul, astfel încât să se poată undui. La pești și la toate vertebratele ulterioare, notocordul alcătuiește coloana vertebrală, care face corpul mai rigid, îl lasă să se îndoaie și protejează coarda dorsală de nervi.
În mod surprinzător, un animal similar cu Pikaia gracilens există și azi: cefalocordata Branchiostoma. Acest mic animal era cunoscut biologilor cu mult înainte ca Pikaia să fie descoperită. Studiile ADN-ului au demonstrat că nu cefalocordatele sunt cei mai apropiați strămoși ai vertebratelor, ci urocordatele. În timp ce Pikaia gracilens era o cordată, alte grupuri, cum ar fi Hemichordata și graptoliții, nu sunt. Acestea au doar un fel de notocord primitiv la începutul vieții.
Prezența unei creaturi relativ complexe, ca Pikaia gracilens acum 530 de milioane de ani, întărește ipoteza controversată conform căreia diversificarea vieții ar fi început cu mult înainte de Cambrian — poate chiar în Precambrian.

## Dezvoltarea capului
Procesul de dezvoltare a capului, numit „cefalizare”, a fost observat în cordate arhaice, cum era Pikaia, și poate fi observat și azi la cefalocordate. Se crede că cefalizarea a rezultat dintr-o formă lungă a corpului, obiceiul de a înota și o gură la un capăt care intra prima în contact cu obiectele din față. Căutarea hranei putea fi ușurată prin prezența unor structuri specializate în văz, auz și miros. Informația strânsă de aceste structuri era strânsă într-o umflătură a corzii dorsale de nervi — precursorul creierului. La un loc, toate aceste structuri au format partea din anatomia vertebratelor numită cap.

## Vezi și
- Metaspriggina

## Cărți și articole
- Bishop, A., Woolley, A. and Hamilton, W. (1999) Minerals, Rocks and Fossils (Minerale, roci și fosile). Londra: Editura Phillip's
- Lacalli T. (2012) „The Middle Cambrian fossil Pikaia and the evolution of chordate swimming” („Fosila Pikaia din Cambrianul mijlociu”). EvoDevo 3: 12. doi:10.1186/2041-9139-3-12
- Simon Conway Morris. 1998. The Crucible of Creation: The Burgess Shale and the Rise of Animals (Momentul culminant al creației: Șisturile din Burgess și revoluția animalelor. Oxford University Press, New York, New York.
- Stephen Jay Gould. 1989. Wonderful Life: The Burgess Shale and the Nature of History (Viața minunată: Șisturile de la Burgess și istoria naturii). W. W. Norton, New York, NY.
- Norman, D. (1994) Prehistoric Life: the Rise of the Vertebrates (Viața preistorică: apariția vertebratelor), London: Boxtree
- Sheldon, P., Palmer D., Spicer, B. (2001). Fossils and the History of Life (Fosilele și istoria vieții). Aberystwyth: Cambrian Printers/The Open University. p. 41-42.
- Conway Morris, S.; Caron, J. B. (2012) „Pikaia gracilens Walcott, a stem-group chordate from the Middle Cambrian of British Columbia” („Pikaia gracilens, un grup ramificat de cordate din Cambrianul Mijlociu al Columbiei Britanice” Biological Reviews 87: 480-512.
- Mallatt, J.; Holland, N. D. (2013) „Pikaia gracilens Walcott: stem chordate, or already specialized in the Cambrian?” Journal of Experimental Zoology, Part B, Molecular and Developmental Evolution 320B: 247-271.

## Legături externe
- en  pt  Strămoș probabilă a cefalocordate Arhivat în 23 noiembrie 2015, la Wayback Machine.  (PENICHEFOSSIL Arhivat în 15 mai 2017, la Wayback Machine.)
- en  Ediacaran fauna worms – video by Walter Jahn (Suny Orange Faculty, USA)
- en  Pikaia gracilens Arhivat în 24 decembrie 2013, la Wayback Machine. Galeria de Fosile de la Burgess Shale. Muzeul Virtual al Canadei. 2011.
- es  La evolución de las especies: ¿por qué sobrevivió Pikaia?
- en  Fossils of the Burgess Shale - Middle Cambrian Arhivat în 15 octombrie 2009, la Wayback Machine.
- en  Pikaia gracilens Walcott, a stem-group chordate from the Middle Cambrian of British Columbia